# سهره نوک‌قیچی هیسپانیولی

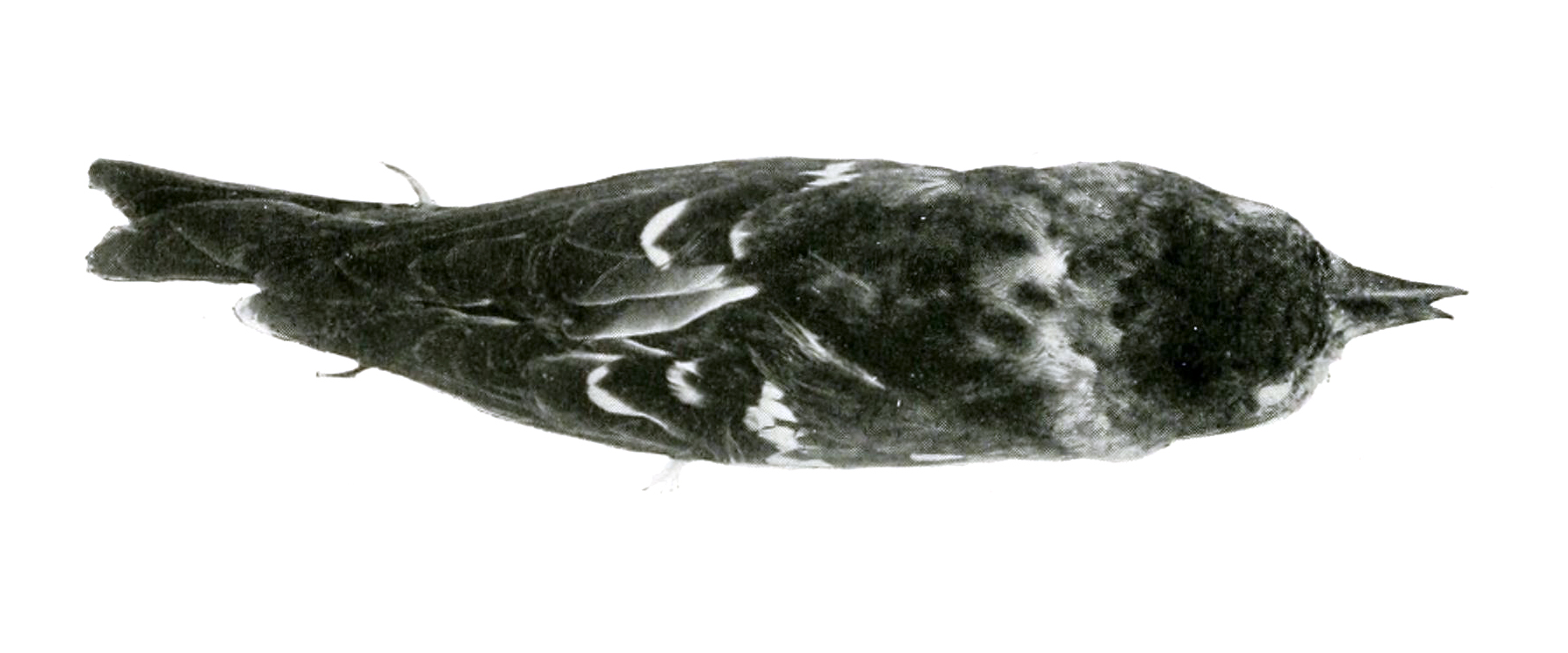
نمونه لوکسیا مگاپلاگا که توسط یک اکسپدیشن اسمیتسونین در سال 1912 جمع‌آوری شد.

سهره نوک‌قیچی هیسپانیولی (نام علمی: Loxia megaplaga) نام یک گونه از سرده نوک‌ضربدری است.